# Deadsy
Deadsy é uma banda americana de rock industrial e metal industrial da Califórnia. Eles se tornaram conhecidos por seus inúmeros shows na Califórnia, mas também fizeram turnês nacionais por várias vezes e fizeram parte da Family Values Tour durante os anos 2000. A banda é conhecida por sua iconografia visual e características de assinatura atribuídas a cada membro da banda. Cada músico é identificado por uma cor, um nome de palco e um gráfico específicos ligados à natureza teatral do grupo. O Deadsy lançou três álbuns de estúdio e após lançar seu álbum de estréia auto-intitulada em 1996, a banda ganhou exposição mainstream com o apoio dos pioneiros do nu metal Jonathan Davis e Fred Durst, que ajudaram Deadsy em seu álbum 2002, Commencement. A banda lançou um segundo grande álbum, Phantasmagore, em 2006, antes de entrar em hiatus indefinido em 2007. A partir de 2017, a banda voltou a trabalhar em um novo álbum e postou várias demos no YouTube e Instagram.

## História

### Primeiros anos e formação (1995-1996)
A banda Deadsy foi fundada em 1995, quando Elijah Blue Allman (filho da cantora Cher e do cantor e músico Gregg Allman) começou a gravar várias demos (incluindo "Dear" e um cover de "Texas Never Whispers") com Alec Puro, e mais tarde enviou um teclado Juno 106 para Renn Hawkey como um convite para se juntar à banda. Os três membros desenvolveram seu som no estúdio e passaram a procurar um contrato de gravação.

### Sire Records (1996-1999)
O Deadsy foi rapidamente contratado pela Sire Records e a partir daí a banda começou a escrever novas músicas. Como eles não possuíam um baixista na época, Jay Gordon (da banda Orgy) foi convidado para tocar baixo em seu curto álbum autointitulado.  Depois que o álbum foi gravado e lançado para promoção, a banda se mudou temporariamente para Nova York, onde o baterista e produtor Marc Jordan se juntou à banda por um breve período. O Deadsy realizou seu primeiro show em Coney Island em 1997 e abandonou o show depois de 3 músicas por motivos não esclarecidos. Craig Riker se juntou como o baixista em tempo integral e eles estavam mais uma vez escrevendo músicas para o seu segundo álbum completo, o "Commencement". Apenas algumas músicas foram escritas para o álbum na época, já que a banda planejava relançar a maioria das faixas do álbum auto-intitulado. Um videoclipe de "She Likes Big Words" foi feito em um de seus primeiros shows, também para promoção. Com o álbum nos estágios finais de desenvolvimento, a Sire se separou da Elektra Records e o lançamento foi adiado para uma data posterior. Logo depois, Deadsy foi abandonado completamente, terminando a vida do primeiro e futuro segundo álbum.

### Produção e lançamento do álbum Commencement (1999–2003)
Enquanto estava no processo de encontrar um novo contrato com uma nova gravadora, Carlton Bost se juntou ao Deadsy para tocar guitarra. Ashburn Miller substituiu Riker no baixo em janeiro de 2002, depois que ele deixou a banda. Logo depois, Jonathan Davis (da banda Korn) assinou com Deadsy para a nova gravadora Elementree Records e convidou a banda para participar da Family Values Tour de 2001. Algumas músicas novas foram gravadas em maio de 2002. A maioria das faixas veio de seu primeiro álbum, mas algumas músicas eram inéditas, incluindo "The Key to Gramercy Park", que teve um videoclipe gravado e dirigido por Fred Durst, vocalista da banda Limp Bizkit. Esta foi a segunda música de Deadsy com Jonathan Davis, seguindo "Sleepy Hollow".  Um segundo videoclipe foi filmado, o da música "Brand New Love", um cover da banda Sebadoh. No entanto, nenhuma das músicas do álbum Commencement conseguiram atingir as vendas esperadas.

### Phantasmagore (2003–2007)
Deadsy assinou contrato com a Immortal Records para lançar o álbum intitulado Phantasmagore em 2006. Durante o processo de 4 anos de gravação do álbum, Deadsy lançou clipes e demos em seu site oficial. O Deadsy foi convidado de volta para a Family Values Tour em 2006, que foi co-liderada pelas bandas Deftones e Korn. A banda Deadsy fez também no mesmo ano uma outra turnê com o Deftones.
Em janeiro de 2007, Deadsy se separou do baixista Ashburn Miller e adicionou Jens Funke ao line up.

### Hiato (2007-2017)
Em fevereiro de 2007, uma breve declaração de Allman foi postada no quadro de mensagens da banda, dizendo: "Estou fazendo um disco solo". Carlton Bost então se juntou ao The Dreaming em tempo integral. Em 16 de abril de 2007, uma mensagem no MySpace foi publicada com uma declaração de Alec Puro, que escreveu: "Como todos sabem, vamos fazer uma pequena pausa na banda Deadsy para que Elijah possa fazer um disco solo e para que eu possa continuar fazendo projetos, eu não fui capaz de fazer da estrada". No início de 2008, Elijah Blue revelou seu novo projeto musical o Elijah Blue and the Trapezoids.
Em fevereiro de 2010, Allman afirmou: "Deadsy está dormindo no momento". Ashburn Miller e Carlton Bost juntaram-se à nova formação da banda Orgy em setembro de 2012.

### Retorno (2018–presente)
Em 14 de novembro de 2018, o líder e vocalista Allman anunciou em seu Instagram que Deadsy (Allman, Hawkey, Puro e Bost) tocaria um show semi-acústico ao lado de Queens of the Stone Age na San Quentin State Prison. Isso marcou a primeira aparição da banda desde 2006. Ele também afirmou que o primeiro single de seu próximo álbum seria lançado no início de 2019.

## Estilos e temas musicais
Allman descreve o estilo baixo e dissonante da banda como undercore. Seu estilo de barítono e guitarras, os sintetizadores de Hawkey, a bateria eletrônica de Alec Puro, além do estilo gótico da banda contribuem para um som diferenciado.  Allman declarou: "Nós queríamos fazer algo que fosse transcendental, realmente desafiando as regras, e muito contra a corrente e quando as pessoas ouvissem a princípio, seria apenas uma sensação de estranheza, quase como assistir a um filme de David Lynch". As letras e imagens das músicas às vezes se concentravam em muitos assuntos em contextos de cultura sexual, gótica, religiosa, mágica ou popular.

## Membros e aparições visuais
Allman sempre chamou a banda de "projeto artístico" ou "movimento artístico". Complete com um manifesto e iconografia visual. Cada membro da banda representa um elemento ou "entidade" que impulsiona a sociedade humana. Cada entidade também é representada por sua própria cor e aparência única. Muitas das idéias multicoloridas foram influenciadas diretamente pelo filme de 1955  This Island Earth . Allman representou International Klein Blue e academia, Alec Puro representou verde e lazer, Hawkey representou amarelo e ciência e medicina, Bost representou cinza e guerra, e os vários baixistas representaram o vermelho e o horror.

### Membros atuais
- Elijah Blue Allman – vocais, guitarra (1995–2007, 2017–presente)
- Carlton Bost – guitarra (1999–2007, 2017–presente)
- Craig Riker – baixo (1999–2002, 2020–presente)
- Alec Puro – bateria (1995–2007, 2017–presente)

### Ex membros
- Andy Trench - baixo (1997)
- Jay Gordon – baixo (1997–1999)
- Ashburn Miller – baixo (2002–2007)
- Jens Funke – baixo (2007)
- Renn Hawkey – teclados, sintetizador, vocal de apoio (1995–2007, 2017–2023)

## Discografia
- Deadsy (1997)
- Commencement (2002)
- Phantasmagore (2006)